# Flaggbusksläktet
Flaggbusksläktet (Mussaenda) är ett växtsläkte i familjen måreväxter med cirka 100 arter. De förekommer i gamla världens tropiker. I Sverige odlas några arter som krukväxter.
Släktet består av klättrande buskar eller lianer. Blommorna sitter i toppställda knippen. Fodret är omvänt koniskt eller elliptiskt med fem flikar eller tänder. Kronan är cylindriskt eller snävt trattformigt med fem flikar. Ståndarna är fem. Fruktämnet har två till fyra celler. Frukterna är ofta ej uppsprickande, sfäriska eller ellipsoida.

## Arter i urval
- Mussaenda acuminata
- Mussaenda afzelii
- Mussaenda arcuata
- Mussaenda divaricata
- Röd flaggbuske (Mussaenda erythrophylla)
- Vit flaggbuske (Mussaenda frondosa)
- Mussaenda incana
- Mussaenda longiflorum
- Mussaenda macrophylla
- Mussaenda parviflora
- Mussaenda philippica
- Mussaenda pilosissima
- Mussaenda pubescens
- Mussaenda roxburghii
- Mussaenda rufinervia
- Mussaenda samana
- Mussaenda scratchleyi
- Mussaenda tristigmatica
- Mussaenda zollingeriana

### Webbkällor
- Svensk Kulturväxtdatabas
- Flora of Zimbabwe
- Wikimedia Commons har media som rör Flaggbusksläktet.